# Argumentum ad infinitum
Argumentum ad infinitum (lat. „Argumentation bis ins Unendliche“) ist ein Terminus der Argumentationstheorie und anderer Bereiche der Philosophie für Argumente, die in einem infiniten Regress, d. h. einem unendlichen Zurückgehen von Bedingung zu Bedingung, enden bzw. die wegen eines solchen infiniten Regresses ein Argument verwerfen.
In der Epistemologie wird häufig postuliert, dass es erste Prinzipien, Gründe des Wissens oder eine Causa sui geben muss. Denn jede Argumentation setzt voraus, dass die Prämissen der Argumente gelten. Die Forderung, alle Prämissen zu begründen, führt zu dem Schluss, dass eine Argumentation auch für die Prämissen ausgeführt werden muss und ohne Ende immer wieder für die Prämissen der Prämissen. Damit ist einsichtig, dass diese Forderung nur ideellen Charakter besitzt. Diese Kette der Argumentation wird immer tatsächlich dann abgebrochen, wenn die Prämisse selbst als gültig angesehen wird, zum Beispiel weil sie so elementaren Charakter besitzt, dass sie offensichtlich ist; siehe Evidenz.
Verwirft man ein Argument, weil es in einen infiniten Regress führt, ähnelt dies einer Reductio ad absurdum. Als Infinitismus bezeichnet man die von manchen vertretene Position, dass ein in einen infiniten Regress mündendes Argument nicht prima facie absurd ist.
Ein bekanntes Beispiel für ein argumentum ad infinitum ist der unbewegte Beweger des Aristoteles. Wenn alles, was bewegt wird, von einem anderen bewegt wird, so würde dies in eine unendliche Folge führen. Eine solche Folge wäre aber unmöglich, daher muss es, so Aristoteles, einen unbewegten Beweger geben.
Gelegentlich wird der Begriff argumentum ad infinitum auch synonym zu argumentum ad nauseam verwendet, d. h. zu dem Fehlschluss, dass ein ständig wiederholtes Argument richtig sei.